# Зволле
Зво́лле (нидерл. Zwolle [ˈzʋɔlə], нидерл. н.-сакс. Zwolle) — город и община в Нидерландах, столица провинции Оверэйссел. В прошлом — ганзейский город. Лежит на реках Зварте Ватер и Эйссел. По состоянию на 1 февраля 2012 года население составляло 121 602 жителей. Площадь общины — 119,28 км². По состоянию на 1 января 2003 года в Зволле было 4 336 различных предприятий и фирм, суммарное число рабочих мест составляло 75 049.

## История
Город возник на высоком месте посреди болотистой местности. Такие места назвались «soule»; это слово стало названием поселения и позднее трансформировалось в нынешнюю форму. Первое письменное упоминание поселения относится к 1040 году. В 1230 году поселение получило городские права. В XV веке, во время своего расцвета, город вступил в Ганзу. Из памятников старины наиболее известные — башня «перечница» (нидерл. Peperbus), получившая такое название из-за своей формы, и городские ворота Sassenpoort, а также остатки городской стены, церковь Св. Михаила и многочисленные старинные дома.
В 1945 году канадский военнослужащий Лео Мажор, пользуясь темнотой, освободил Зволле от немцев практически в одиночку. В честь него названа одна из городских улиц.

## Достопримечательности
В городе находится ресторан «De Librije», один из двух ресторанов Нидерландов—обладателей трёх звезд Мишлен. Примечательно, что ресторан расположен в бывшей библиотеке доминиканского монастыря, отсюда и происходит название (в переводе означающее «библиотека»). Второй трёхзвёздочный ресторан Нидерланд расположен в Слёйсе.
Главные въездные ворота крепостных укреплений Зволле (Саксонские ворота) являются одним из старейших зданий Нидерландов и включены в список 100 ценнейших памятников архитектуры Голландии.

## Транспорт
Зволле — узел автомобильных и железных дорог. Здесь расположен второй по величине в стране (после Утрехта) железнодорожный узел. Из всех видов городского транспорта представлены только автобус и такси.

## Известные персоналии
В Зволле родились (умерли):
- Иоанн Дирк ван дер Капеллен тот ден Пол (1741–1784) – государственный и политический деятель;
- Эверард Иоганн Потгитер (1808—1875) — писатель и критик;
- Томас Иоаннес Стилтьес (1856—1894) — математик;
- Герард Терборх (1617—1681) — художник;
- Йохан Рудольф Торбеке (1798—1872) — государственный и политический деятель;
- Рейнвис Фейт (1753—1824) — писатель;
- Ян Вэйн (род. 9 июня 1966 г.) — пианист, композитор, художник;
- Михаил Минский (1918—1988) — русский певец, солист и дирижёр Хора донских казаков Сергея Жарова.

## Города-побратимы
- Калининград, Россия
- Вологда, Россия